# 이정향
이정향(1964년 4월 13일 ~ )은 대한민국의 영화 감독이자 각본가이다. 1998년, 영화 《미술관 옆 동물원》으로 감독 데뷔하였다.

## 학력
- 서강대학교 불어불문학과 학사

## 필모그래피
- 1998년 《미술관 옆 동물원》
- 2002년 《집으로...》
- 2011년 《오늘》

## 경력
- 1987년 한국영화아카데미 4기
- 2012년 서울중앙지방법원 시민사법위원회 위원

## 수상
- 1997년 제18회 청룡영화상 시나리오 공모대상
- 1998년 제1회 디렉터스 컷 시상식 올해의 신인감독상
- 1999년 제20회 청룡영화상 각본상
- 1999년 제19회 한국영화평론가협회상 신인감독상
- 1999년 제7회 춘사영화상 신인감독상
- 1999년 제7회 춘사영화상 각본상
- 1999년 제36회 대종상 신인감독상
- 2002년 올해의 여성영화인상
- 2002년 제39회 대종상 시나리오상